# Campylaspis rufa
Campylaspis rufa is een zeekommasoort uit de familie van de Nannastacidae. De wetenschappelijke naam van de soort is voor het eerst geldig gepubliceerd in 1930 door Hart.